# کلاس کرونکویست
کلاس کرونکویست (سوئدی: Claes Cronqvist؛ زادهٔ ۱۵ اکتبر ۱۹۴۴) بازیکن فوتبال اهل سوئد بود.
از باشگاه‌هایی که در آن بازی کرده‌است می‌توان به باشگاه فوتبال دیورگاردن اشاره کرد.
وی همچنین در تیم ملی فوتبال سوئد بازی کرده‌است.